# لو هاريس
لو هاريس (بالإنجليزية: Lou Harris)‏ هو لاعب كرة القدم الكندية أمريكي، ولد في 1950 في جاكسون في الولايات المتحدة.